# Phúc Bình Niê Kdăm
Phúc Bình Niê Kdăm (sinh ngày 8 tháng 9 năm 1983, người Êđê) là nữ Đại biểu Quốc hội nước Cộng hòa xã hội chủ nghĩa Việt Nam. Bà hiện là Tỉnh ủy viên, Bí thư Huyện ủy Cư Kuin, Ủy viên Ủy ban Xã hội của Quốc hội, Đại biểu Quốc hội khóa XV từ Đắk Lắk. Bà từng là Phó Bí thư thường trực Huyện ủy Cư Kuin; Phó Chủ tịch Ủy ban Mặt trận Tổ quốc Việt Nam tỉnh Đắk Lắk; Phó Chánh Văn phòng Tỉnh ủy Đắk Lắk.
Phúc Bình Niê Kdăm là đảng viên Đảng Cộng sản Việt Nam, học vị Cử nhân Kinh tế, Cử nhân Luật, Thạc sĩ Quản lý công, Cao cấp lý luận chính trị. Bà có sự nghiệp đều công tác ở quê nhà Đắk Lắk.

## Xuất thân và giáo dục
Phúc Bình Niê Kdăm sinh ngày 8 tháng 9 năm 1983 tại xã Ea Pôk, huyện Krông Búk, nay là thị trấn huyện lỵ huyện Cư M’gar, tỉnh Đắk Lắk. Bà lớn lên và tốt nghiệp phổ thông ở Cư M’gar, theo học đại học và tốt nghiệp song bằng gồm Cử nhân Kinh tế và Cử nhân Luật, tiếp tục học cao học và nhận bằng Thạc sĩ Quản lý công. Bà được kết nạp Đảng Cộng sản Việt Nam vào ngày 16 tháng 7 năm 2012, trở thành đảng viên chính thức sau đó 1 năm, từng theo học các khóa chính trị ở Học viện Chính trị Quốc gia Hồ Chí Minh và tốt nghiệp Cao cấp lý luận chính trị.

## Sự nghiệp
Tháng 12 năm 2008, sau khi hoàn thành các chương trình học đại học, sau đại học, Phúc Bình Niê Kdăm trở về Đắk Lắk, được tuyển dụng làm Chuyên viên Chương trình hỗ trợ ngành Nông nghiệp và Phát triển nông thôn thuộc Sở Nông nghiệp và Phát triển nông thôn tỉnh Đắk Lắk. Hơn nửa năm sau, vào tháng 7 năm 2009, bà được điều sang Phòng Kế hoạch Đầu tư của Sở làm Chuyên viên, đồng thời là Bí thư Chi đoàn Văn phòng Sở, Ủy viên Ban Chấp hành công đoàn văn phòng Sở, kiêm Trưởng ban Nữ công. Bà công tác liên tục ở đơn vị này, đến tháng 6 năm 2014 thì thăng chức làm Phó Trưởng phòng Kế hoạch Đầu tư, phụ trách phòng, kiêm nhiệm Phó Bí thư đoàn cơ sở của Sở, và tiếp tục là Trưởng ban Nữ công của công đoàn Sở. Đến tháng 12 năm 2015, bà được điều sang Văn phòng Sở, nhậm chức Phó Chánh Văn phòng, tiếp tục kiêm nhiệm các chức vụ tổ chức Đảng, đoàn thể trước đó, rồi thăng chức Chánh Văn phòng, kiêm Bí thư Chi đoàn cơ sở của Sở, Phó Chủ tịch công đoàn Văn phòng Sở từ tháng 3 năm 2016.
Vào tháng 12 năm 2018, Phúc Bình Niê Kdăm được điều tới Văn phòng Tỉnh ủy Đắk Lắk, nhậm chức Phó Chánh Văn phòng. Tháng 10 năm 2020, tại Đại hội Đảng bộ tỉnh Đắk Lắk lần thứ XVII, nhiệm kỳ 2020–2025 thì được bầu vào Ban Chấp hành Đảng bộ tỉnh, đồng thời được điều chuyển làm Phó Chủ tịch Ủy ban Mặt trận Tổ quốc Việt Nam tỉnh Đắk Lắk. Năm 2021, với sự giới thiệu của Ủy ban Mặt trận Tổ quốc tỉnh, bà tham gia ứng cử đại biểu Quốc hội từ Đắk Lắk, bầu cử ở đơn vị bầu cử số 3 gồm thị xã Buôn Hồ, huyện Ea H'leo, Krông Búk, Krông Năng, Ea Kar, rồi trúng cử Đại biểu Quốc hội khóa XV với tỷ lệ 81,78%. Trong nhiệm kỳ này, bà là Ủy viên Ủy ban Xã hội của Quốc hội. Ngày 1 tháng 12 năm 2022, bà được điều về huyện Cư Kuin, nhậm chức Phó Bí thư thường trực Huyện ủy Cư Kuin. Ngày 6 tháng 10 năm 2023, bà được Đảng ủy huyện Cư Kuin bầu bổ sung, được chuẩn y giữ chức Bí thư Huyện ủy Cư Kuin.